# Mistrzostwa Europy w Lekkoatletyce 1974 – bieg na 1500 m mężczyzn

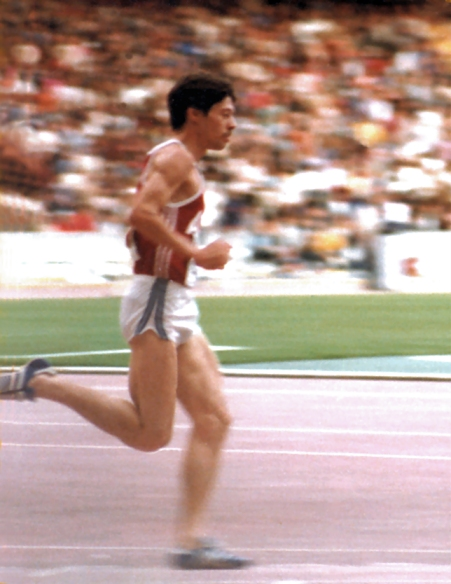
Thomas Wessinghage

Bieg na dystansie 1500 metrów mężczyzn był jedną z konkurencji rozgrywanych podczas XI Mistrzostw Europy w Rzymie. Biegi eliminacyjne zostały rozegrane 6 września, a bieg finałowy 8 września 1974 roku. Zwycięzcą tej konkurencji został reprezentant Niemieckiej Republiki Demokratycznej Klaus-Peter Justus. W rywalizacji wzięło udział dwudziestu ośmiu zawodników z dziewiętnastu reprezentacji.

## Rekordy
| Rekord świata     | Filbert Bayi (TZA)    | 3:32,2  | Christchurch, Nowa Zelandia | 02.02.1974 |
| Rekord Europy     | Jean Wadoux (FRA)     | 3:34,0  | Colombes, Francja           | 23.07.1970 |
| Rekord mistrzostw | Francesco Arese (ITA) | 3:38,43 | Helsinki, Finlandia         | 15.08.1971 |

## Wyniki

### Eliminacje
Rozegrano trzy biegi eliminacyjne. Do finału awansowało po trzech najlepszych zawodników każdego biegu eliminacyjnego (Q), a także trzech spośród pozostałych z najlepszymi czasami (q).
Bieg 1
| Miejsce | Zawodnik            | Czas   | Uwagi |
| ------- | ------------------- | ------ | ----- |
| 1       | Ulf Högberg         | 3:42,0 | Q     |
| 2       | Haico Scharn        | 3:42,5 | Q     |
| 3       | Rolf Gysin          | 3:42,6 | Q     |
| 4       | Klaus-Peter Justus  | 3:42,8 | q     |
| 5       | Henryk Szordykowski | 3:43,7 |       |
| 6       | Ivan Kováč          | 3:44,7 |       |
| 7       | John Hartnett       | 3:46,6 |       |
| 8       | Fernando Mamede     | 3:47,1 |       |
| 9       | Gerd Larsen         | 3:47,7 |       |

Bieg 2
| Miejsce | Zawodnik            | Czas   | Uwagi |
| ------- | ------------------- | ------ | ----- |
| 1       | Henryk Wasilewski   | 3:43,0 | Q     |
| 2       | Thomas Wessinghage  | 3:43,1 | Q     |
| 3       | Gunnar Ekman        | 3:43,2 | Q     |
| 4       | Gheorghe Ghipu      | 3:43,4 |       |
| 5       | Luigi Zarcone       | 3:44,4 |       |
| 6       | Piotr Anisim        | 3:44,7 |       |
| 7       | Frank Clement       | 3:45,0 |       |
| 8       | Lars-Martin Kaupang | 3:47,0 |       |
| –       | Günther Hasler      | DNF    |       |

Bieg 3
| Miejsce | Zawodnik            | Czas   | Uwagi |
| ------- | ------------------- | ------ | ----- |
| 1       | Paul-Heinz Wellmann | 3:42,4 | Q     |
| 2       | Wołodymyr Pantelej  | 3:42,6 | Q     |
| 3       | Marcel Philippe     | 3:42,7 | Q     |
| 4       | Tom Hansen          | 3:43,1 | q     |
| 5       | Pekka Vasala        | 3:43,3 | q     |
| 6       | Giulio Riga         | 3:43,5 |       |
| 7       | Ray Smedley         | 3:43,6 |       |
| 8       | Daniel Jańczuk      | 3:45,2 |       |
| 9       | Nicolae Onescu      | 3:46,7 |       |
| 10      | John Charvetto      | 3:55,4 | NR    |

### Finał
| Miejsce | Zawodnik            | Czas    |
| ------- | ------------------- | ------- |
| 1       | Klaus-Peter Justus  | 3:40,55 |
| 2       | Tom Hansen          | 3:40,75 |
| 3       | Thomas Wessinghage  | 3:41,1  |
| 4       | Haico Scharn        | 3:41,3  |
| 5       | Wołodymyr Pantelej  | 3:41,4  |
| 6       | Pekka Vasala        | 3:41,5  |
| 7       | Paul-Heinz Wellmann | 3:41,6  |
| 8       | Rolf Gysin          | 3:41,8  |
| 9       | Ulf Högberg         | 3:42,3  |
| 10      | Gunnar Ekman        | 3:42,5  |
| 11      | Henryk Wasilewski   | 3:42,7  |
| 12      | Marcel Philippe     | 3:46,0  |